# سعدی گوون
سعدی گوون (به ترکی استانبولی: Sadi Güven) (زادهٔ ۲۴ ژوئن ۱۹۵۵) قاضی پیشین اهل ترکیه است که از سال ۲۰۱۳ تا ۲۰۲۰ به عنوان پانزدهمین رئیس شورای عالی انتخابات ترکیه خدمت کرده است.